# Додир (кратки филм)
„Додир” је југословенски кратки филм из 1967. године. Режирао га је Бранко Милошевић а сценарио је написао Милутин Мишић.

## Улоге
| Глумац         | Улога |
| -------------- | ----- |
| Ђорђе Јелисић  |       |
| Вера Милошевић |       |